# Das Parfum von Yvonne
Das Parfum von Yvonne (Originaltitel: Le parfum d’Yvonne) ist ein französischer Spielfilm von Patrice Leconte aus dem Jahr 1994, der das Drehbuch nach dem Roman Villa Triste von Patrick Modiano verfasste.

## Handlung
Victor Chmaras Gesicht wird vom flackernden Schein von Flammen beleuchtet, die Atmosphäre ist erfüllt vom Knistern und Prasseln eines Feuers.
In Rückblenden erzählt der Film vom Sommer des Jahres 1958. Victor sollte eigentlich als Soldat in den Algerienkrieg eingezogen werden, ist daher auf der Flucht und hält sich unter falscher Identität in einer kleinen französischen Pension auf. In einem Nobelhotel am Genfer See begegnet er einer geheimnisvollen Frau, Yvonne, die dort zusammen mit dem homosexuellen Arzt und Geschäftsmann René und dessen deutscher Dogge lebt, und der sich „Königin von Belgien“ nennt. Victor freundet sich mit dem Paar an, Yvonne beginnt, mit Victor zu flirten, man unternimmt gemeinsam Spaziergänge und Boots- und Autofahrten. Das Trio besucht den Wettbewerb um den Prix Kouligand, der als Sprungbrett für eine Filmkarriere gilt, und den Yvonne gewinnt.
Victor ist fasziniert von Yvonne, möchte ihr näher kommen, sie soll mit ihm in die USA ausreisen, wo er sie heiraten will. Aber je mehr er sich bemüht, umso mehr entzieht sie sich. Sie besuchen Yvonnes Onkel, Bruder ihres verstorbenen Vaters, bei dem sie ihre Kindheit verbracht hat. Die Nacht verbringen sie in Yvonnes altem Kinderzimmer. Victor bereitet die Reise in die USA vor, zieht aus seiner alten Bleibe aus und sitzt auf gepackten Koffern vor der Pension, doch Yvonne kommt nicht, sie bleibt verschwunden.
Im Winter kehrt Victor an den Genfer See zurück. In einer Bar trifft er René, der nach Yvonnes Verschwinden die meiste Zeit in Bars verbringt, sich mit den Gästen anlegt und sich betrinkt. René lädt Victor zu einer Fahrt mit seinem Auto ein. Unvermittelt hält er an, bittet Victor auszusteigen, fährt ein Stück weiter, gibt Vollgas und rast über einen Abhang. Das Auto explodiert. Der Flammenschein flackert über Victors Gesicht.

## Produktion und Veröffentlichung
Das Drehbuch schrieb Patrice Leconte nach dem Roman Villa Triste von Patrick Modiano. Für Kameramann Eduardo Serra war es der dritte gemeinsame Film mit Leconte.
Die Musik komponierte Pascal Estève, für ihn die erste Zusammenarbeit mit Leconte. Das Chanson La Jeunesse singt Charles Aznavour.
Die Anzüge von Jean-Pierre Marielle kommen aus dem Haus Cifonelli, Paris.
Premiere in Frankreich war am 23. März 1994, in Deutschland am 18. August desselben Jahres. Eine DVD in französischer und deutscher Sprache erschien 1994 bei dem Label PIDAX.

## Kritiken
Gemäß Positif wurde der Film „vom Publikum verschmäht und von der Kritik runtergemacht“. Leconte bedauerte: „Das ist ein Film, der offensichtlich fast niemandem gefallen hat. Er wurde als oberflächlich beurteilt, während er von der Oberflächlichkeit handelte.“ Der film-dienst fand: „Mehr an Stimmungen als an der Handlung interessiert, schafft der atmosphärisch reizvolle Film mit eigenwilligem Erzählrhythmus ein Flair von eleganter Noblesse mit einem Schuß Morbidität und Erotik; er verliert sich gelegentlich aber in zu viel Pathos und Schönheit.“